# Rauisuchus
Rauisuchus eram Pseudosuchia basais que habitaram o Período Triássico, no Andar Carniano (237-227 milhões anos atrás) e pertenceram a uma linhagem próxima a dos crocodilos atuais. Seus fósseis foram encontrados na Região Sul do Brasil, no município de Santa Maria, RS.  Estes répteis foram os predadores de topo da cadeia alimentar, alimentavam-se de outros répteis e talvez caçavam os primeiros dinossauros.

## Coleta e nomeação
- O espécime-tipo foi coletado entre 1928 e 1929 na Sanga do dente , durante a expedição do paleontólogo alemão Friedrich von Huene no Rio Grande do Sul. Seu nome foi dado em homenagem ao Dr. Guilherme Rau, que auxiliou von Huene na coleta do material.
- O lectótipo foi designado em 1976 por Krebs- BSPG AS XXV 60–68, 71–100, 105–119, 121. O material de Rauisuchus é composto por elementos desarticulados de: pré maxilar direito, posorbital direito, esuqamosal esquerdo, jugal esquerdo,pré angular e angular, pterigóide direito, nasal direito, ambos spleniais, surangular esquerdo, costelas, arcos hemais, escápula direita, púbis esquerdo, tíbia direita, fíbula, astrágalo e osteodermas.[1]
- Até o momento, o único material referido a Rauisuchus é o próprio lectótipo.

## Classificação
- As relações de parentesco (filogenéticas) do grupo ao qual o espécime pertence, Rauisuchia, ainda não são bem definidas, sendo necessários maiores estudos envolvendo o grupo.